# Ле-цзы
Эта статья о книге. О человеке, называемом Ле-цзы: см. Ле Юйкоу
«Ле-цзы» (кит. упр. 列子, пиньинь Lièzĭ) — название древней китайской книги, иногда также применяется по отношению к её автору. Буквально переводится как «[Трактат] учителя Ле».

## Описание
Согласно китайской традиции, «Ле-цзы» восходит к древнему философу и даосскому подвижнику Ле Юйкоу, жившему в период Чжаньго. Текст впервые упомянут в каталогах имперской библиотеки, составленных при Ранней Хань философом Лю Синем. В период Троецарствия трактат был утерян и восстановлен по памяти, с неизбежными изменениями и сокращениями, конфуцианским мыслителем Чжан Чжанем. Скорее всего, уже первоначальная версия трактата составлена не самим Ле Юйкоу, а его учениками — на это указывает, в частности, то, что в самом начале книги о нём почтительно упоминается как о наставнике. Кроме того, язык и стиль памятника не характерны для эпохи Чжаньго. С VIII в. н. э. трактат фигурирует также под названием «Чун сюй чжэнь цзин» («Истинный путь прорыва через пустоту»). Сочинение представляет собой эклектическую компиляцию, в основном выдержанную в духе натурфилософского даосизма, но также и со следами буддийского влияния.
В книге излагаются представления даосской натурфилософии, онтологии и космологии, прежде всего учение о развертывании единого первоначала в мир «тьмы вещей». Особый интерес представляет глава 7 — основной источник сведений о философе-агностике Ян Чжу, хотя многочисленные анахронизмы и несовпадения с параллельными текстами «Чжуан-цзы» и «Мэн-цзы» указывают на её интерполяционный характер.
Существуют несколько вариантов перевода трактата на русский язык (переводы Л. Д. Позднеевой, В. В. Малявина,  В. Т. Сухорукова и С. Кучеры).

## Структура
«Ле-цзы» состоит из восьми глав: 
| Глава | Китайское название | Пиньинь      | Перевод                |
| 1     | 天瑞               | Tiān Ruì     | Небесная доля          |
| 2     | 黄帝               | Huáng Dì     | Жёлтый Владыка         |
| 3     | 周穆王             | Zhōu Mù Wáng | Царь Му                |
| 4     | 仲尼               | Zhòng Ní     | Конфуций               |
| 5     | 汤问               | Tāng Wèn     | Вопросы Тана           |
| 6     | 力命               | Lì Mìng      | Сила и Судьба          |
| 7     | 杨朱               | Yáng Zhū     | Ян Чжу                 |
| 8     | 说符               | Shuō Fú      | Рассказы о совпадениях |

## Отражение в языке
В китайском языке есть чэнъюй «баран, потерявшийся среди развилистых дорог» (кит. 歧路亡羊), образное выражение для обозначения потери правильного направления в сложных и переменчивых обстоятельствах. Он происходит из истории, повествуемой в главе «Рассказы о совпадениях» (кит. 说符) в «Ле-цзы». Согласно ей, у соседа Ян Чжу потерялся баран. Ян Чжу спрашивает: «Почему не можете найти?» Сосед отвечает: «Развилок очень много, за каждой развилкой опять развилка, не знаем, куда он пошёл». 
Чэнъюй «человек из Ци беспокоится о небе» (кит. 杞人忧天), образно описывающий чувство беспокойства без необходимости, берёт начало в главе «Небесная доля» (кит. 天瑞) в «Ле-цзы», где повествуется о человеке из царства Ци, который так боялся падения неба на землю, что не мог есть и спать.